# GPR35
GPR35 (англ. G protein-coupled receptor 35) – білок, який кодується однойменним геном, розташованим у людей на короткому плечі 2-ї хромосоми.  Довжина поліпептидного ланцюга білка становить 309 амінокислот, а молекулярна маса — 34 072.
| 10         |  | 20         |  | 30         |  | 40         |  | 50         |
| ---------- |  | ---------- |  | ---------- |  | ---------- |  | ---------- |
| MNGTYNTCGS |  | SDLTWPPAIK |  | LGFYAYLGVL |  | LVLGLLLNSL |  | ALWVFCCRMQ |
| QWTETRIYMT |  | NLAVADLCLL |  | CTLPFVLHSL |  | RDTSDTPLCQ |  | LSQGIYLTNR |
| YMSISLVTAI |  | AVDRYVAVRH |  | PLRARGLRSP |  | RQAAAVCAVL |  | WVLVIGSLVA |
| RWLLGIQEGG |  | FCFRSTRHNF |  | NSMAFPLLGF |  | YLPLAVVVFC |  | SLKVVTALAQ |
| RPPTDVGQAE |  | ATRKAARMVW |  | ANLLVFVVCF |  | LPLHVGLTVR |  | LAVGWNACAL |
| LETIRRALYI |  | TSKLSDANCC |  | LDAICYYYMA |  | KEFQEASALA |  | VAPSAKAHKS |
| QDSLCVTLA  |  |            |  |            |  |            |  |            |

A: Аланін

C: Цистеїн

D: Аспарагінова кислота

E: Глутамінова кислота

F: Фенілаланін

G: Гліцин

H: Гістидин

I: Ізолейцин

K: Лізин

L: Лейцин

M: Метіонін

N: Аспарагін

P: Пролін

Q: Глутамін

R: Аргінін

S: Серин

T: Треонін

V: Валін

W: Триптофан

Кодований геном білок за функціями належить до рецепторів, g-білокспряжених рецепторів, білків внутрішньоклітинного сигналінгу. 
Задіяний у таких біологічних процесах як поліморфізм, альтернативний сплайсинг. 
Локалізований у клітинній мембрані, мембрані.